# Cristoforo Benedetti
Cristoforo Benedetti (Castione, 1657 – Castione, 29 aprile 1740) è stato un architetto e scultore italiano, esponente del barocco, attivo tra il XVII e il XVIII secolo.

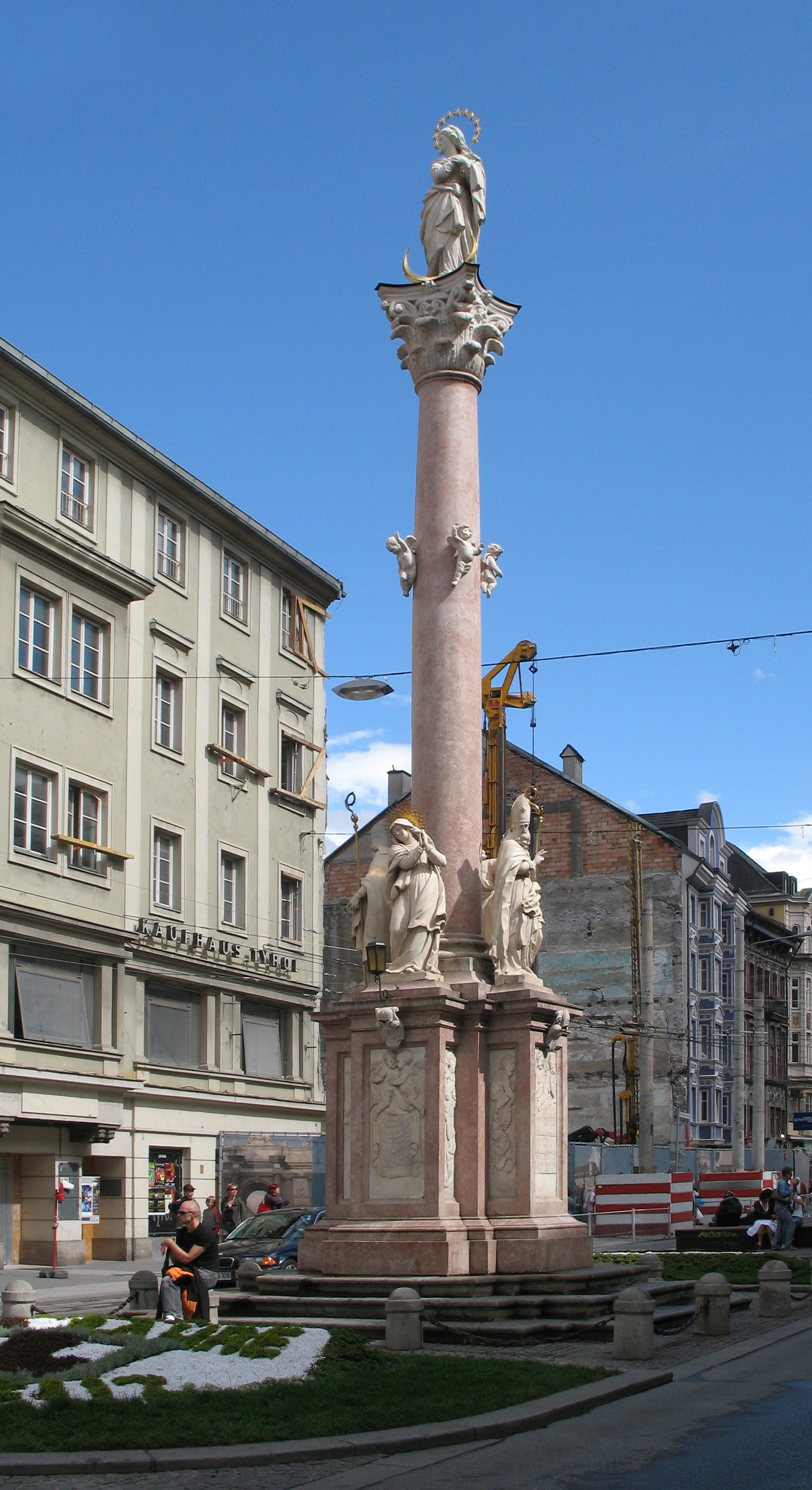
Annasäule ad Innsbruck (1704-1706)

Membro più noto della famiglia Benedetti, tutti scultori barocchi, è conosciuto anche come Cristoforo Benedetti junior o il giovane per distinguerlo dal nonno, suo omonimo.

## Biografia
Cristoforo nacque nel 1657 a Castione, attualmente frazione del comune di Brentonico in Trentino, allora parte del Principato vescovile di Trento all'interno del Sacro Romano Impero. Secondo altre fonti risulta essere nato a Toscolano Maderno, dove la famiglia si era trasferita per lavoro. Svolse l'apprendistato presso il padre Giacomo, anch'egli scultore, lavorando poi in collaborazione anche con il fratello Sebastiano. Del periodo di collaborazione con i familiari si possono assegnare l'altare del Crocefisso per il Duomo di Trento e l'altare maggiore del santuario della Madonna del Monte di Rovereto, entrambi realizzati negli anni novanta del XVI secolo.
Nel 1693 sposò a Villa Lagarina Antonia Inzigneri di Nogaredo, dalla quale avrà sei figli tra i quali Teodoro, che seguì la tradizione di famiglia in ambito artistico (a quest'ultimo è attribuito il completamento dell'altare maggiore della Chiesa del Carmine di Rovereto, iniziato dal padre e dal nonno).
Negli ultimi anni del '600 iniziò anche a lavorare autonomamente, soprattutto nell'allora Tirolo meridionale e nell'attuale Lombardia, arrivando anche a dirigere sei maestri. La sua opera principale è l'altare maggiore della Chiesa di Santa Maria Maggiore di Villa Lagarina, realizzato in collaborazione con il fratello Sebastiano a partire dal 1696 per conto della famiglia Lodron. Nella realizzazione di questo altare unisce lo stile di Andrea Pozzo con gli elementi caratteristici della produzione artistica di Guarino Guarini.
Agli albori del XVIII secolo la sua fama lo porta anche nelle parti più settentrionali della Contea del Tirolo, contattato dal barone von Kagenek per realizzare gli altari di San Giovanni e Santa Barbara nel duomo di Bolzano. Realizza opere anche nella città di Innsbruck, lavorando nel duomo cittadino (l'altare maggiore è del 1729) e realizzando la colonna di Sant'Anna (Annasäule), sulla quale è ricordato in un'incisione come «ideatore e realizzatore della colonna, nobile e famoso, ingegnere imperiale ai confini d'Italia, scultore e maestro lapicida».
Muore il 29 aprile 1740 nella sua città natale, come ricavabile dal suo atto di morte che registra «Castionensis aetatis 83 annorum».

## Elenco delle opere

### Altari maggiori
- Santuario della Madonna del Monte di Rovereto (fine '600)
- Chiesa di Santa Maria del Carmine di Rovereto (1694) (in collaborazione con il padre Giacomo Benedetti)[6]
- Santuario della Madonna delle Grazie di Ceole (Arco) (1697-1710). In collaborazione con il padre, disegno di Andrea Pozzo[7]
- Chiesa di Santa Maria Maggiore di Villa Lagarina (1698) (in collaborazione con il fratello Sebastiano)[8]
- Chiesa delle Celestine di Bolzano (1700)
- Chiesa di San Rocco di Riva del Garda (1701)
- Chiesa dell'Ospedale di Innsbruck (1702-1705)[9]
- Eremo di San Giorgio di Bardolino (1707-ante 1710), in collaborazione con il fratello Sebastiano[10]
- Cappella dell'Immacolata Concezione, Palazzo Vescovile di Bressanone (1708-1710)
- Chiesa di Santa Chiara di Trento (1710)
- Chiesa di Santa Giustina di Creto (1713)
- Chiesa di San Marco a Trento (1715)
- Chiesa di San Giovanni Battista a Borgo Sacco di Rovereto (intorno al 1719)
- Chiesa dell'Immacolata di Tenno (1720)
- Chiesa di San Benedetto Abate Limone sul Garda (1719)
- Chiesa di Sant'Anastasia di Verona (1726)
- Chiesa della Natività di Maria di Borgo Valsugana (1726)
- Chiesa di Sant'Agata di Besenello (1727)
- Chiesa di San Clemente di Castione (1728)
- Chiesa di Santa Maria Assunta di Trens (1728)
- Duomo di Innsbruck (1729)
- Chiesa di Sant'Antonio di Ossana (1731)
- Chiesa dell'Annunziata di Trento (1732), in collaborazione con il figlio Teodoro[11]
- Chiesa di San Sisto di Caldonazzo (1732)
- chiesa di Santo Stefano di Mori (1740). Progetto poi eseguito dal figlio Teodoro Benedetti

### Altari secondari
- altare del Crocefisso nel duomo di Trento (1682-1688), in collaborazione con il padre Giacomo Benedetti[12]
- altare dell'Immacolata Concezione nella parrocchiale di Santo Stefano di Mori (1695), in collaborazione con il padre Giacomo e il fratello Sebastiano[8]
- altare dei santi Rocco e Sebastiano nella parrocchiale di Santa Maria Assunta di Avio (1697)
- altare per la famiglia Bortolazzi nel duomo di Trento (1698)
- altari di San Giovanni e Santa Barbara nel duomo di Bolzano (1699)
- altare del Rosario nella chiesa di San Benedetto Abate a Limone sul Garda (1701)[7]
- altare di Santa Maddalena nella collegiata dell'Assunta di Arco (1701)[7]
- altare di San Vincenzo Ferreri nella chiesa di San Martino di Noriglio (1702)
- altare del Rosario della chiesa di Santa Maria Assunta di Avio (1705)[9]
- altare della Vergine nell'Abbazia di Novacella di Varna (1709)
- altare del Crocefisso della chiesa parrocchiale di Sant'Udalrico di Lavis (1710-ante 1719)[9]
- altare laterale destro nella chiesa di Santo Stefano di Mori (1714)
- altare della cappella di San Felice in Val di Gresta (1717)
- altare della sagrestia nell'eremo di San Giorgio di Bardolino (1720)[10]
- altare delle sante Lucia e Apollonia nella chiesa di Santa Maria Assunta di Avio (1722)
- altari della Madonna del Rosario e del Carmine nella chiesa parrocchiale di Torri del Benaco (1723)
- altari di Sant'Anna e dell'Assunta nel Duomo di Innsbruck (1724-1726)[13]
- altari di Santa Teresa e della Madonna dello Spasimo nella chiesa del Carmine di Rovereto (1724-1730)[14]
- altari di San Filippo Neri e della Croce nel Duomo di Innsbruck (1730)[15]
- altari di San Sebastiano e San Giovanni Nepomuceno nel Duomo di Innsbruck (1732), in collaborazione con il figlio Teodoro[15]

### Altre opere
- colonna di Sant'Antonio in Palazzo Taddei ad Avio (1684)
- statue del fonte battesimale di Villa Lagarina (1691)
- statue dell'altare dell'Assunta nel duomo di Trento (1698)
- pulpito nella Chiesa di Santa Maria Maggiore di Trento (1700)
- Colonna di Sant'Anna ad Innsbruck (1704-1706), eretta a ricordo della sconfitta subita dalle truppe bavaresi che avevano invaso il Tirolo nel 1703 (Guerra di successione spagnola)[14]
- portale della cappella di corte del duomo di Bressanone (1708)
- sistemazione della sede giurisdizionale di Brentonico (1714)
- monumento Künigl ad Innsbruck (1729)
- ricostruzione degli argini dell'Avisio a Lavis (1730)
- tabernacolo della collegiata dell'Assunta di Arco (1732)
- statue dei santi Girolamo e Sebastiano nel santuario del Nome di Maria di Lodrone (già nell'ex chiesa di Santa Croce)

### Attribuzioni
- progetto della cappella di Sant'Antonio a Settequerce, con altare maggiore
- altare di Sant'Antonio nella cappella Wenzl di Teodone (1700)
- altare nella chiesa parrocchiale dei Santi Quirico e Giulitta di Termeno
- altari laterali nella chiesa di San Michele di San Michele all'Adige
- altare laterale dei santi Rocco e Sebastiano nella chiesa parrocchiale di Tenno
- altari laterali della chiesa parrocchiale di Santa Maria della Neve di Carzano (fine '600)
- progetto e portale di Palazzo Schulthaus a Lavis
- altare Chilovi nella chiesa parrocchiale di San Vittore di Taio (inizio '700)
- altare maggiore nella chiesa dei Santi Felice e Fortunato di Valle San Felice (Mori) (1717)[9]
- altare del Crocefisso e altare maggiore nella chiesa parrocchiale dell'Annunciazione di Maria di Pieve di Ledro (1720)
- altare maggiore nella chiesa di Casteldarne (1702)